# Bausch & Lomb Championships 1997
Bausch & Lomb Championships 1997 — жіночий тенісний турнір, що проходив на відкритих кортах з ґрунтовим покриттям на острові Амелія (США). Належав до турнірів 2-ї категорії в рамках Туру WTA 1997. Турнір відбувсь увісімнадцяте і тривав з 7 до 13 квітня 1997 року.

## Фінальна частина

### Одиночний розряд
Ліндсі Девенпорт —  Марі П'єрс 6–2, 6–3
- Для Девенпорт це був 5-й титул за сезон і 23-й — за кар'єру.

### Парний розряд
Ліндсі Девенпорт /  Яна Новотна —  Ніколь Арендт /  Манон Боллеграф 6–3, 6–0
- Для Девенпорт це був 6-й титул за сезон і 24-й — за кар'єру. Для Новотної це був 2-й титул за сезон і 78-й — за кар'єру.